# Acianthera consatae
Acianthera consatae é  uma espécie de orquídea (Orchidaceae) que existe na Bolívia. Pertence à secção Sicaria, subseção Sicaria do gênero Acianthera, caracterizado plantas de crescimento cespitoso, com caules secundários, também chamados ramicaules, com a secção superior triangular, mais largos junto a folha que na base, inflorescência subséssil com poucas ou muitas flores, segmentos florais frequentemente espessos, ou levemente pubescentes ou papilosos, em um grupo composto por plantas mais fibrosas e resistentes, com ramicaule canaliculado, com asas estreitas, pouco comprimido no ápice, cuja folha não parece uma continuação do ramicaule, ou seja, a ligação entre os dois é clara. Esta espécie distingue-se das demais ser a única sépalas de interior liso; folha de base acuminada.

## Publicação e sinônimos
- Acianthera consatae (Luer & R.Vásquez) Luer, Monogr. Syst. Bot. Missouri Bot. Gard. 95: 253 (2004).

Sinônimos homotípicos:
- Pleurothallis consatae Luer & R.Vásquez, Revista Soc. Boliv. Bot. 2: 135 (1999).